# Robin Hack
Robin Hack (ur. 27 sierpnia 1998 w Pforzheim) – niemiecki piłkarz występujący na pozycji napastnika. Wychowanek Karlsruher SC, w trakcie swojej kariery grał w takich zespołach jak TSG 1899 Hoffenheim, 1. FC Nürnberg, Arminia Bielefeld i Borussia Mönchengladbach. Młodzieżowy reprezentant Niemiec.